# Friedrich Körte (Architekt)
Friedrich Körte (* 24. Dezember 1854 in Berlin; † 3. Februar 1934 ebenda) war ein deutscher Architekt mit dem Hauptwirkungskreis in Berlin und im Umland.
Mit Konrad Reimer betrieb er ab 1886 das gemeinsame Architekturbüro Reimer & Körte. Das Büro war im Bau von Industrie-, Verwaltungs- und Wohngebäuden erfolgreich tätig. Zahlreiche erhaltene Bauten wie das Jüdische Krankenhaus, die Fabrikhallen und der Eingangsbereich der Borsigwerke in Tegel oder die Archenhold-Sternwarte stehen unter Denkmalschutz. Für die Ausführung vieler Bauaufträge der Firma Borsig gelten Reimer und Körte auch als Hausarchitekten des Industriellen August Borsig.

## Leben
Friedrich Körte war eines von zehn Kindern des Arztes Friedrich Körte (1818–1914) und seiner Frau Marie, geb. Thaer (1832–1898). Zu seinen Geschwistern zählten der Archäologe Gustav Körte (1852–1917), der Chirurg Werner Körte (1853–1937), der Maler Martin Körte (1857–1929), der Königsberger Oberbürgermeister Siegfried Körte (1861–1919) und der Klassische Philologe Alfred Körte (1866–1946).
Friedrich Körte studierte Architektur an der Berliner Bauakademie. Nach erfolgreichem Abschluss und ersten eigenen Entwürfen wie zum Beispiel Übungsarbeiten zu einer Wanddekoration, von denen ein Blatt im Architekturmuseum der Technischen Universität Berlin archiviert ist, schloss er sich mit Konrad Reimer zusammen. Gemeinsam konnten sie mehr als 20 größere Gebäude im Berliner Stadtbild realisieren. Friedrich Körte trug in den 1910er Jahren den Ehrentitel eines Königlichen Baurats; seine Wohnung befand sich bis zu seinem Ableben in der Magdeburger Straße 26 in Wilmersdorf.

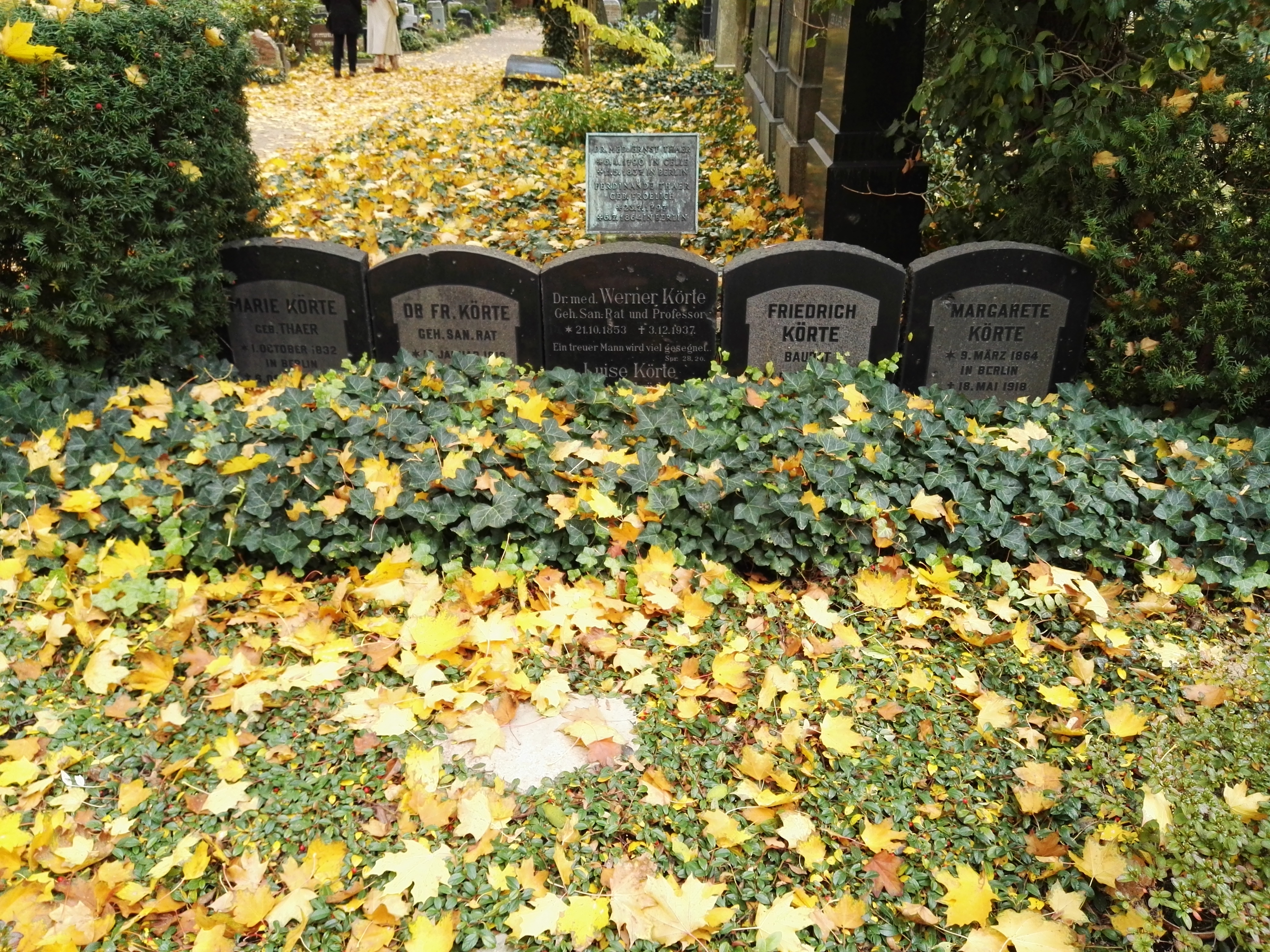
Grabstätte

Friedrich Körte war von 1898 bis 1919 Stadtverordneter in Berlin. In dieser Funktion unterstützte er zum Beispiel den Bau von Sozialeinrichtungen wie ein „Alte-Leute-Heim – Anstalt für Hospitaliten“ in Berlin-Buch durch Stadtbaurat Ludwig Hoffmann. Zu seinem Freundeskreis gehörte auch Rudolf Virchow.
Friedrich und Werner Körte sind in einem Familiengrab auf dem Dorotheenstädtischen Friedhof beigesetzt.

## Bauten der Sozietät Reimer und Körte (Auswahl)
Ausführliche Darstellung siehe bei Konrad Reimer: Bauten in Berlin und im früheren Umland
Die gemeinsam realisierten Bauten reichen von 1888 bis zum Tod von Konrad Reimer im Jahr 1914.
Die folgende Liste ermöglicht eine schnelle Orientierung.
| Bild | Jahr           | Name des Gebäudes                                         | Lage                                                         | Konkretes, Baustil, Details | Quelle               |
| ---- | -------------- | --------------------------------------------------------- | ------------------------------------------------------------ | --- | -------------------- |
|      | 1888           | Sing-Akademie zu Berlin                                   | Dorotheenstraße / Straße Unter den Linden                    | Umbau |                      |
|      | 1890–1894      | Zwei Wohnhäuser                                           | Carmerstraße und Grabenstraße in Zehlendorf                  | | [ 6 ] [ 7 ] [ 8 ]    |
|      | 1896/1897      | M.A.N.-Haus (1. VDI-Haus)                                 | Charlottenstraße 43 Ecke Mittelstraße 1 in Mitte             | Das viergeschossige Gebäude wurde für den Verein Deutscher Ingenieure (VDI) gebaut, der in der zweiten Etage seine Hauptverwaltung einrichtete. Das Erdgeschoss und das erste Stockwerk dienten dem Bankgeschäft Dreyfus & Co. Zusätzlich waren hier die Belgische Gas-Selbstzünder-Gesellschaft, ein Gastwirt und ein Pförtner untergebracht. Der Bildhauer Gotthold Riegelmann gestaltete den Fassadenschmuck mit Bezug auf die Ingenieurstätigkeit. Im Jahr 1918 kaufte der Fahrzeughersteller MAN das Haus und nutzte es bis 1950. In der DDR-Zeit befand sich in dem Gebäude der Fachbereich Germanistik der Humboldt-Universität. Nach der Wende erhielt der MAN-Konzern die Immobilie zurück. Nach umfassender Renovierung ist hier dessen Berliner Außenstelle untergebracht. Das Berliner Büro des Afrika-Vereins der deutschen Wirtschaft nutzt weitere Räumlichkeiten des Baudenkmals. | [ 12 ]               |
|      | 1896/1897      | 1. VDI-Haus                                               | Charlottenstraße Ecke Dorotheenstraße                        | Neorenaissance; Untergeschoss schlesischer Granit, Obergeschosse Rundbogenfenster, Flachreliefs und Brüstungen mit der Darstellung von Handel, Wissenschaft, Industrie, Dampf und Elektrizität | [ 12 ]               |
|      | 1897           | Beamten- und Arbeiterwohnhaus                             | Berliner Straße Ecke Ernststraße in Tegel                    | märkische Backsteingotik |                      |
|      | 1898/1899      | Verwaltungsgebäude, Werktor, Fabrikhallen der Borsigwerke | Berliner Straße 19–37 in Tegel                               | | [ 13 ]               |
|      | 1899           | Borsighaus („Zentralbüro“ für die Borsig-Hauptverwaltung) | Chausseestraße heutige Nummer 13                             | 1990er-Jahren saniert, eine Etage dient seit dem 1. Januar 2001 als Verwaltungssitz der Bundeszahnärztekammer | [ 14 ]               |
|      | 1899/1900 1907 | Gewerkschaftshaus Erweiterungsbauten                      | Engeldamm 62–64 in Berlin-Mitte                              | Backsteinbau im „Späthistorismus“, mit Vorderhaus, Seitenflügel, zwei Quergebäude. Im Ersten und Zweiten Weltkrieg Notkrankenhaus, danach bis 1990 Krankenhaus Mitte, bis 1997 Institut für Tropenmedizin. Im 21. Jahrhundert Privatbesitz mit Umbau zu Wohn- und Gewerbeobjekt. | [ 15 ] [ 16 ] [ 17 ] |
|      | 1901/1902      | „Motivhaus“                                               | Hardenbergstraße 6 in Charlottenburg                         | mehrfach neue Nutzung, heute Renaissance-Theater | [ 18 ]               |
|      | 1905           | Haus der Berlinischen Feuer-Versicherungs-Anstalt         | Berlin-Mitte, Brüderstraße 11/12                             | Neobarock |                      |
|      | 1905           | Privathaus                                                | An der Rehwiese 25 in Nikolassee                             | Stilmix Neorenaissance und Neobarock | [ 19 ] [ 20 ]        |
|      | 1906           | Villa Möllering                                           | Lüneburg-Häcklingen                                          | Die im Heimatschutzstil errichtete Villa spielte in den letzten Kriegstagen als britisches Hauptquartier eine Rolle. Der letzte Reichspräsidenten Karl Dönitz, der seinen Sitz in Flensburg-Mürwik hatte, sandte Anfang Mai 1945 dorthin eine Delegation, um über die Teilkapitulation der Wehrmacht für Nordwestdeutschland, Dänemark und die Niederlande zu verhandeln. | [ 21 ]               |
|      | 1906–1908      | „Central-Magazin“ für die Städtischen Gaswerke            | Stralauer Platz, Berlin-Friedrichshain                       | neobarockes Backsteingebäude; erste Stahlbeton-Tragkonstruktion im Inneren | [ 22 ] [ 23 ]        |
|      | 1910–1914      | Jüdisches Krankenhaus Berlin                              | Iranische Straße Ecke Heinz-Galinski-Straße in Gesundbrunnen | Moderne, nach Kriegsschäden mit Keramik verkleidet | [ 24 ] [ 25 ]        |
|      | 1911–1914      | 2. VDI-Haus                                               | Dorotheenstraße 115–117 in Berlin-Mitte                      | nach Kriegsbeschädigung Fassade vereinfacht; in das Jakob-Kaiser-Haus integriert | [ 26 ] [ 27 ]        |
|      | 1908/1909      | Hauptgebäude der Archenhold-Sternwarte                    | Alt-Treptow                                                  | Neoklassizismus | [ 28 ] [ 29 ]        |
|      | 1912–1913      | Mitteldeutsche Creditbank                                 | Burgstraße 24 in Berlin-Mitte                                | zerstört | [ 30 ]               |